# 곤양초등학교
곤양초등학교는 대한민국 경상남도 사천시 곤양면 성내리에 있는 공립 초등학교이다.

## 역사
1897년에 곤양군 객사(客舍) 부지와 그 건물을 이용하여 곤양사립계명학교(昆陽私立繼明學校)를 설립하여 운영하다가 1905년에 곤양사립개양학교(昆陽私立開陽學校)로 개명하였으나 1910년 한일합방으로 1911년 곤양보통학교(昆陽普通學校)로 인가되었다. 곤양초등학교가 배출한 인물로는 독립운동가 최원형과 최범술이 있다.

## 학교 연혁
- 1911년 9월 9일 곤양공립보통학교(4년제) 개교설립인가 6월 1일
- 1924년 4월 1일 6년제로 개편
- 1938년 4월 1일 곤양성내공립심상소학교로 개칭[1]
- 1941년 4월 1일 곤양성내공립국민학교로 개칭[2]
- 1946년 6월 20일 곤양국민학교로 개칭
- 1976년 3월 1일 특수학급 설치 (1학급)
- 1979년 4월 1일 병설유치원 개원
- 1992년 3월 1일 동명분교장 본교로 편입
- 1994년 3월 1일 서부분교장 본교로 편입
- 1995년 3월 1일 서부분교와 통폐합
- 1996년 3월 1일 곤양초등학교로 명칭 변경[3]
- 1999년 9월 1일 건흥초등학교, 동명분교와 통폐합
- 2019년 9월 1일 제34대 안서현 교장 취임
- 2019년 9월 25일 급식소 현대화 공사
- 2020년 2월 19일 제107회 졸업식(졸업생 수 9,625명)
- 2021년 1월 8일 제108회 졸업식(졸업생 수 9,649명)

## 참고 자료
- 곤양초등학교 - 한국교육학술정보원 학교알리미